# Scoglio del Corvo
Scoglio del Corvo (von italienisch scoglio „Fels“, und corvo „Rabe“) ist ein Felseneiland 60 Meter vor der Westküste der Insel Giglio im Toskanischen Archipel, westlich der kleinen Bucht Cala del Corvo.
Die kleine Insel gehört zur Gemeinde Isola del Giglio. Sie misst 38 Meter von Nord nach Süd und ist maximal 20 Meter breit. Die Flächenausdehnung beträgt weniger als 0,1 Hektar. Die Insel ist spärlich bewachsen, lediglich im Gipfelbereich gibt es dichtere Vegetation (Garigue).
Die Umgebung der kleinen Insel bietet ein interessantes Tauchgebiet.